# František Herzan von Harras
František Herzan von Harras (Praga, 5 de abril de 1735 - Viena, 1 de junho de 1804) foi um cardeal do século XVIII e XIX

## Nascimento
Nasceu em Praga em 5 de abril de 1735. Filho de Sigmund Gustav Herzán von Harras e Maria Anna von Harrach, sobrinha do arcebispo Franz Anton von Harrach de Salzburgo. Ele foi batizado em 9 de abril de 1735. Seu nome também está listado como Herczan von Harras, Herzan von Harras e Franziskus Hertzan von Harras.

## Educação
Obteve o doutorado em teologia na Pontifícia Universidade Gregoriana, Roma, em 29 de março de 1757; e doutorado em direito em 1758; ele residiu no Pontifício Collegio Germanico , enquanto em Roma.

## Sacerdócio
Ordenado em 18 de fevereiro de 1758. Auditor da Sagrada Rota Romana para a nação alemã em 1769; tomou posse em 26 de fevereiro de 1771. Abade commendatario do mosteiro da Bem-Aventurada Virgem Maria em Almád.

## Cardinalado
Criado cardeal sacerdote no consistório de 12 de julho de 1779; recebeu o chapéu vermelho em 15 de julho de 1779; e o título de S. Girolamo degli Schiavoni em 11 de dezembro de 1780. Atribuído à SS. CC. do Concílio, Propaganda Fide, Bispos e Regulares e Index. Ministro plenipotenciário da Áustria perante a Santa Sé e protetor do Sacro Império Romano e dos reinos e dos estados hereditários austríacos, janeiro de 1780. Protetor da Alemanha, abril de 1780. Residiu em Roma até 1796, quando retornou à Áustria, Império conselheiro particular de estado. Decorado com a grã-cruz da Ordem de Sankt Stefan. Optou pelo título de Ss. Nereo ed Achilleo em 13 de setembro de 1782. Camerlengo do Sacro Colégio dos Cardeais, de 10 de março de 1788 a 30 de março de 1789. Optou pelo título de S. Croce in Gerusalemme em 7 de abril de 1788. Participou doconclave de 1799-1800 , que elegeu o Papa Pio VII; ele manifestou o descontentamento do Sacro Imperador Romano Franz II contra a eleição dos cardeais Giacinto Sigismondo Gerdil, B., e Carlo Bellisomi.

## Episcopado
Eleito bispo de Szombathely, em 12 de maio de 1800. Consagrado, domingo, 18 de maio de 1800, convento de S. Giorgio Maggiore, Veneza, pelo Papa Pio VII, auxiliado por Antonio Despuig y Dameto, patriarca latino de Antioquia, e por Cesare Brancadoro, titular arcebispo de Nisibi.

## Morte
Morreu em Viena em 1 de junho de 1804, após uma doença dolorosa. Seu corpo foi transportado para a catedral de Szombathely, onde foi celebrado um funeral solene; e enterrado, de acordo com sua vontade, naquela catedral. Em 18 de junho de 1804, os monges cistercienses da igreja de S. Croce in Gerusalemme, seu título, celebraram um funeral para o falecido cardeal.